# .sj
Pour les articles homonymes, voir SJ.

.sj est le domaine de premier niveau national réservé au territoire de Svalbard et Jan Mayen. Ce domaine n'est pas utilisé car Svalbard et Jan Mayen font partie de la Norvège.